# Kóma (orvostudomány)
Orvosilag a kóma (ógörög: κῶμα koma = mély álom) olyan eszméletlen állapot, amely hat óránál tovább tart, a páciens érzéketlen, vagy inadekvátan reagál a fájdalom-, fény- és hangingerekre, hiányzik nála a normális alvás-ébrenlét váltakozása, és nem képes akaratlagos cselekvéseket elindítani. A kómában lévő egyén jellemzésére a komatózus kifejezés használatos. Ugyanakkor a Glasgow-kómaskála (Glasgow Coma Scale) szerint már a zavaros tudatú személyt is úgy kell tekinteni, hogy a kóma legenyhébb stádiumában van.
A kóma számos körülmény hatására létrejöhet, beleértve a mérgezéseket (drogtúladagolás, az előírt gyógyszerek vagy gyógyhatású készítmények túladagolása vagy helytelen használata), az anyagcserezavarokat, a központi idegrendszer betegségeit, az olyan akut neurológiai károsodásokat, mint az agyi érkatasztrófa és az agysérv, a hipoxia, hipotermia, hipoglikémia, vagy a traumás károsodásokat, mint a fejsérülések közlekedési balesetekben. Szándékosan is előidézhető olyan gyógyszerekkel, amelyek az agy védelmét szolgálják agykárosodások után, vagy erős fájdalomcsillapítókkal, amelyeket a páciensnek sérülések és betegségek gyógyulási szakaszában adagolnak a nagyon erős fájdalom csökkentésére vagy kiiktatására.

## Okai
A kóma számos körülmény hatására létrejöhet, beleértve a mérgezéseket (ami lehet drogtúladagolás, az előírt gyógyszerek vagy gyógyhatású készítmények túladagolása, vagy helytelen használata), anyagcserezavarok, a központi idegrendszer betegségei, akut neurológiai károsodások, mint az agyi érkatasztrófa vagy az agysérv, a hipoxia, hipotermia, hipoglikémia vagy a traumás károsodások, mint a fejsérülések közlekedési balesetekben. Szándékosan is előidézhető olyan gyógyszerekkel, amelyek az agy védelmét szolgálják agykárosodások után, vagy erőteljes fájdalomcsillapítástól, amelyeket a páciensnek sérülések vagy betegségek gyógyulási szakaszában adagolnak a nagyon erős fájdalom csökkentésére/kiiktatására. Ahhoz, hogy a páciens öntudata megmaradjon, két fontos idegrendszeri képződménynek kell kifogástalanul működnie. Az egyik az agykéreg, ami az agy külső rétegét képező szürkeállomány, és egy másik, az agytörzsben elhelyezkedő sajátos szerkezetű és működésű állomány, a hálózatos állomány (formatio reticularis, FR), ami sok egyéb funkciója mellett reticularis aktiváló rendszerként (RAS; vagy felszálló reticuláris aktiváló rendszerként ARAS) működik. A kettő közül az egyiknek vagy mindkettőnek a károsodása elegendő ahhoz, hogy a páciens kómába essen. Az emberi agykéreg egy tömött, folytonos „szürke állományból” áll, amelyet a neuronok sejttestei alkotnak, amelyekből eredő axonjaik és azok velőshüvelyei képezik a „fehér állományt”. Az agykéreg felelős a külvilág tudatos érzékeléséért a talamuszban átkapcsolódó érző pályákon beérkező érzetek feldolgozásával, és ami a legfontosabb, közvetve vagy közvetlenül valamennyi idegműködés irányításáért az egyszerű reflexektől a komplex gondolkodásig. A retikuláris aktiváló rendszer (RAS) ugyanakkor egy egyszerűbb képződmény az agytörzsben, amelynek anatómiai alapja a hálózatos állomány, amelynek működése alapvető szerepet játszik az ébrenléti állapot (aurosal) valamint az alvás-ébrenléti állapot közötti átmenetekben. A retikuláris aktiváló rendszer a formatio reticularisnak arról a szerepéről kapta a nevét, amelyet az a rendszer stimulációjában/ingerlésében játszik. Ebből következően mindkét oldali agykéreg, valamint retikuláris aktiváló rendszer épségét vizsgálni kell a komatózus pácienseken.

## Jelek és tünetek
Általában azok a páciensek, akik képtelenek arra, hogy akaratlagosan kinyissák a szemüket, nem rendelkeznek alvás-ébrenléti ciklussal, és nem reagálnak még az erős, sőt a fájdalmas tapintási ingerekre sem, vagy a szóbeli ingerekre, és a Glasgow-kómaskála szerint a 3-tól 8-as fokozatok tartományában vannak, kómában lévőknek tekintendők. Embereknél a kóma a károsító behatás utáni válaszreakcióként alakulhat ki, mely állapot azzal, hogy a testi funkciók szünetelnek, esélyt ad a szervezetnek arra, hogy gyógyuljanak a legközvetlenebb károsodások következményei, így mindenekelőtt – ha egyáltalán ez bekövetkezik – megszűnjön az eszméletlen állapot. Így tehát egy olyan kompenzatórikus állapot lehet, amelyben a szervezet energiáinak végletes mértékű felhasználása nem tekinthető feleslegesnek és haszontalannak. A kóma súlyosságának foka és bekövetkeztének módja a kiváltó októl függ. Így például a súlyos hipoglikémia (alacsony vércukorszint) vagy a hiperkapnia (magas szén-dioxid szint a vérben) kezdetben enyhe nyugtalanságot és zavartságot okoz, de az állapot folyamatosan tovább romolva az éberség tompulásához, stuporhoz, és végül teljes eszméletlenséghez vezet. Ezzel szemben a komoly traumás agykárosodás vagy a subarachnoideális vérzés következtében létrejövő kóma bekövetkezése azonnali is lehet. A bekövetkezés módja tehát jelezheti a kóma okának természetét.

## Diagnózis és leletek
A kóma diagnózisa egyszerű, viszont a hátterében lévő kórfolyamatok kiderítése gyakran igen sok problémával járhat. A komatózus páciens kezelésében elsődleges fontosságú a beteg állapotának stabilizálása a sürgősségi ellátás alapvető ABC-jének követésével (légútbiztosítás, légzés és keringés rendezése). Amikor már a kómában lévő személy állapota stabil, megkezdődhetnek a háttérben álló kórfolyamatok diagnosztizálását szolgáló vizsgálatok. A vizsgálati eljárásokhoz tartoznak az általános fizikális vizsgálatok és a modern rutin képalkotó eljárások, mint a komputertomográfia (CAT), a mágnesesrezonancia-képalkotás (MRI) stb., a speciális vizsgálatok (elektrokardiográfia [EKG]) stb., illetve más célzott vizsgálatok a meglévő rendelkezésre álló lehetőségek kihasználásával.

## Elsődleges állapotfelmérés és megítélés
A kómás állapotban lévő páciens kezdeti állapotfelmérésében általánosan használt a tudatállapot szintjének meghatározása a beteg spontán kifejtett tevékenységei, a hangingerekre („Hallja, amit mondok?”) és a fájdalomingerekre való reagálása alapján. Ez az eljárás (angolul, AVPU: alert, vocal stimuli, painful stimuli, unresponsive scale), azaz éberség, hangingerek, fájdalomingerek, reakcióhiány szerinti fokozatbeosztás. A kidolgozottabb fokozatbeosztások, mint amilyen a Glasgow-kómaskála, mérik az egyén olyan reakcióit, amin olyan jellemzők szerepelnek , mint pl. a szem nyitása, a mozgás, a szóbeli válasz gyorsasága. A Glasgow-kómaskála így jól jelzi az agykárosodás mértékét a 3-as fokozattól (súlyos agykárosodás) a 15-ös fokozatig (ami nem létező, vagy enyhe agykárosodást jelez).
Mindezek mellett a mély öntudatlansági állapot a fulladás (asphyxia) veszélyével is jár, mivel csökken az arcizmok és a mellizmok idegi ellenőrzése. Ezekből következően, ha egy kómás beteg kerül kórházi/klinikai felvételre, jellemzően az ellátás a légutak biztosításával kezdődik. Ha a fulladás veszélyének kockázata nagy, az ellátó orvosok különböző beavatkozási lehetőségeket/eszközöket választhatnak. A légzés biztosítása történhet a szájüreg, vagy az orrüreg felől bevezetett szondákon keresztül, vagy a súlyosabb esetekben a légcsőbe behelyezett speciális eszközön (tubuson; intubatio) át.

### A fizikális vizsgálat leletei
A dekortikációs testhelyzet a vörös mag szintjében vagy az afölött bekövetkezett sérülésre (lézióra) utal. Ez a testhelyzet jellemző a felső agytörzs, vagy az agykéreg károsodására. A másik változat, a decerebrációs testhelyzet az ábrán nem szerepel. A fizikális vizsgálat kritikus fontosságú a beteg állapotának stabilizálása után. Ebbe bele kell tartoznia az életjelek vizsgálatának, egy nagyon fontos része ennek a beteg légzésének (légzéstípusának), testmozgásának (ha van egyáltalán) és testtartásának megfigyelése. Ugyancsak hozzátartozik az agytörzs és az agykéreg funkcióinak értékelése olyan speciális reflextevékenységek vizsgálatán keresztül, mint az oculoencephalicus reflex (a fej gyors elmozdulásakor a szem mozgása ettől elmarad, és csak lassabban áll be a fej új helyzetének megfelelő állásba); kómás állapotban a szem helyzete passzívan követi a fej mindenkori mozgásait: („babaszem” tünet), a tüsszentési reflex, az oculovestibuláris reflex (ez a reflex biztosítja, hogy a tekintet rögzül a megfigyelt tárgyon a fej mozgásai mellett is) tesztje (hideg kalorikus teszt) cornealis reflex és garatreflex.
A medicinában az életjelenségek a következők: a testhőmérséklet (rektálisan mérve a legpontosabb), a vérnyomás, a szívritmus (pulzus), a légzési ráta és az oxigénszaturáció (oxygen saturatio). Ezeket az életfunkciókat viszonylag gyorsan meg lehet határozni annak érdekében, hogy betekintést nyerjünk a páciens anyagcseréjébe, testfolyadékainak állapotába, szívműködésébe, érrendszerének épségébe és szöveteinek oxigenizációjába.
A légzési formát (a légzési ritmust) igen fontos megfigyelni és nyomon követni a komatózus pácienseknél. Néhány sajátos légzéstípus jellemzője lehet az állapotnak. Ilyen többek között a Cheyene-Stokes légzés, amelyben a fokozatosan felfokozódó (hiperventilációs), majd csökkenő légzés, és a légzéskimaradás (apnoe) szakaszai váltakoznak egymással.

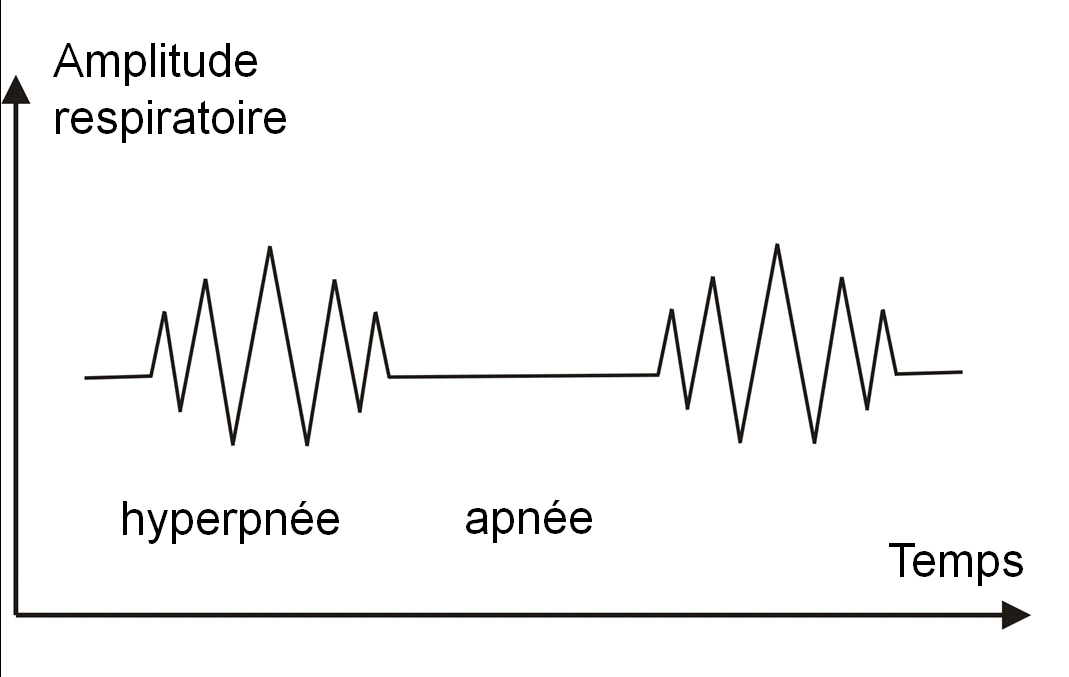
A Cheyne-Stokes légzés görbéje

Ez egy veszélyes légzésforma, amely gyakran kíséri az agytörzs feszülése által okozott agysérvesedést, a kiterjedt kérgi sérüléseket, vagy az agytörzsi károsodásokat. Egy másik légzési forma az apneuziás légzés, amelyet a belégzés hirtelen szünetei jellemeznek, a híd (pons) sérüléseinél fordul elő. Az ataxiás légzés szabálytalan, a nyúltvelő (medulla oblongata) sérülése okozza.
A következő lépés a testtartás vizsgálata. Ez a páciens testhelyzetének általános megfigyelését foglalja magába. Gyakran figyelhető meg két jellemző testhelyzet a komatózus pácienseknél. A dekortikációs testtartásnál a páciens karjai könyökben behajlított, a felső végtagok testhez közelített (addukciós) helyzetben vannak, míg mindkét láb extenzióban van. A decerebrációs testhelyzetre jellemző a lábak hasonlóan feszített (extendált) állapota, de a karok is feszítettek könyökben. A testtartás megfigyelése alapvető fontosságú, mivel a központi idegrendszer károsodásának helyét jelzi. A dekortikációs testhelyzet arra utal, hogy a károsodás a vörös mag (nucleus ruber) fölött van, a decerebrációs testtartás/testhelyzet pedig arra, hogy a károsodás a vörös mag szintjében, vagy alatta található. Az elnevezésből az következik, hogy a dekortikációs károsodás az agykéreghez, a decerebrációs pedig az agytörzshöz van közelebb.
Az oculoencephalikus reflex (másként „babaszem tünet”) vizsgálata az agytörzs megőrzöttségének megítélésére szolgál. A páciens szemhéját óvatosan megemelik a szaruhártya (cornea) láthatóvá tétele céljából. Ezután a páciens fejét balra fordítják, annak megfigyelésére, hogy szeme kitér-e jobbra, majd ugyanezt megismétlik az ellenkező oldal felé is. Ha a páciens szeme a fej forgásával ellentétes oldal felé kitér, az azt mutatja, hogy agytörzse ép. Ha ez a kitérés valamelyik oldal felé elmarad, az viszont az agytörzs adott oldalának károsodására, vagy teljes kiesésére utal. Azon speciális esetekben, amikor az egyik szem kitér, míg a másik oldali nem, általában belső hosszanti idegköteg (fasciculus longitudinalis medialis) (FLM) károsodására lehet következtetni. A kalorikus reflex vizsgálata ugyancsak a kérgi és agytörzsi működések vizsgálatára szolgál. Ehhez a páciens egyik hallójáratába hideg vizet fecskendeznek, miközben megfigyelik a páciens szemmozgását. Ha a páciens szeme lassan kitér a befecskendezett oldal irányába, az azt mutatja, hogy az agytörzs ép. Ha a kitérés elmarad, az az agytörzs adott oldali károsodására utal. Az agykéreg felelős a szem kitért állapotából való gyors ellenmozgásáért, ami gyakran megfigyelhető olyan pácienseknél, akik tudatuknál vannak, de letargiásak.
A fizikális vizsgálat fontos része az agyidegek vizsgálata. A páciens eszméletlen állapotának következtében ez csak az agyidegek egy korlátozott számánál végezhető el. A vizsgálható agyidegek a következőek: látóideg (Nervus opticus) [II.], közös szemmozgató ideg (Nervus oculomotorius) [III.], háromosztatú ideg (Nervus trigeminus) [V.], arcideg (Nervus facialis) [VII.], valamint a nyelv-garat ideg (Nervus glossopharyngeus) [IX.] és a bolygóideg (Nervus vagus) [X.].
A hányási reflex segít a nyelv-garat ideg és a bolygóideg működésének vizsgálatában. A pupilla fényreakciója fontos, mivel intakt recehártyára (retina) és látóidegre utal.
Ha a pupilla fényre reagál, az azt is mutatja, hogy a közös szemmozgató ideg (vagy legalábbis annak paraszimpatikus rostjai) épek. A corneális reflex segíti az arcideg és a háromosztatú ideg épségének vizsgálatát, míg utóbbi ideg első ága (háromosztatú ideg) a reflex afferens szárát képezi, az arcideg tartalmazza az efferens szárat, és mozgatóan beidegzi a szem körüli izmot (musculus orbicularis oculi), ami a szemrést zárja.
A pupilla vizsgálata gyakran döntő jelentőségű része a komatózus páciens vizsgálatának, mivel információval szolgálhat a kóma okáról. A következő táblázat annak összefoglalását adja, hogy melyek lehetnek a pupilla vizsgálatának leletei, és azok hogyan értelmezhetők:
| Pupilla méretei (bal szem vs. jobb szem) | Pupilla méretei (bal szem vs. jobb szem) |
| ---------------------------------------- | --- |
| •ʖ•                                      | Normál szem, két azonos méretű, fényre reagáló pupillával. Ez azt jelenti, hogy a páciens valószínűleg nincs kómában, hanem valószínűleg letargiás valamilyen szer hatására, vagy alszik.                                                                      |
| •ʖ•                                      | A „tűszúrásnyi” pupillák heroin vagy ópiát túladagolásra utalnak, ami oka lehet a páciens kómás állapotának. A tűszúrásnyi pupillák még reagálnak a mindkét oldali szemet érő fényre (de nem a csak egyiket érőre). Egy másik lehetőség a híd (pons) sérülése. |
| •ʖ•                                      | Ebben az esetben az egyik pupilla tágult és nem reagál, míg a másik normál nagyságú és viselkedésű. (Itt a bal a tágult, míg a jobb normál méretű.) Ez a jobb oldali közös szemmozgató ideg sérülésére, vagy érkárosodásra utalhat.                            |
| •ʖ•                                      | Mindkét pupilla tágult, és fényre nem reagálnak. Ez lehet a következménye bizonyos gyógyszerelési problémáknak, a testhőmérséklet kóros csökkenésének (hipotermia), vagy súlyos oxigénhiánynak (anoxia).                                                       |

### Leképzés és a speciális tesztek eredményei
A leképzés alapvetően az agy Komputertomográfia (CAT vagy CT) vagy mágneses magrezonancia képalkotás (MRI) vizsgálaton alapszik, és annak céljából végzik, hogy megállapítsák a kóma specifikus okait, mint pl. agyi érkatasztrófát vagy agysérvet. A speciális vizsgálatok, így az EEG szintén sokat mondhatnak az agykéreg aktivitásának szintjéről, a görcskészség meglétéről, és fontos eszközök állnak rendelkezésre nem csupán az agykérgi aktivitás megítélésére, de a páciens felébredésének valószínűségét illetően is. Az autonóm idegrendszer által irányított válaszreakciók, mint pl. a bőr vezetőképességének változásai további információkat szolgáltathatnak a páciens emocionális folyamatairól.

### Kórelőzmény/Anamnézis
Bármilyen neurológiai állapot diagnosztizálásában alapvető fontosságú a kórelőzmény (anamnézis) felvétele és a vizsgálat. A kórelőzmény felvétele kiterjed a családra, a barátokra, valamint az előzetes sürgősségi ellátás megfigyeléseire és eredményeire. A Glasgow-kómaskála egy olyan rendszer, ami segít a kóma mélységének megítélésében, a páciens állapota alakulásának követésében, és a kómás állapotból való legjobb kilábalás esélyeinek előrejelzésében (prognosztizálásában). Általánosságban úgy foglalható össze, hogy a korrekt kórisméhez (diagnózishoz) szükség van a fizikális vizsgálatok, a képalkotó eljárások és a kórelőzmények együttes figyelembevételére, és ez vezethet a legmegfelelőbb gyógymód (terápia) megválasztásához és alkalmazásához.

### Súlyosság és besorolás
A súlyossági fok besorolására a Glasgow-kómaskála (Glasgow Coma Scale) szolgál.
Plum és Posner kómabesorolása szerint az lehet (1) supratentoriális (a kisagysátor (Tentorium cerebelli) fölötti, (2) infratentoriális (a kisagysátor (Tentorium cerebelli) alatti, (3) anyagcsere eredetű (metabolikus) vagy (4) szétszórt (diffúz). Ez a besorolás csupán a kómát okozó károsodás helyére alapozott, és nincs összefüggésben a súlyossággal vagy a kimenetellel (prognózis). A kóma súlyosságát ugyanakkor több szinten is besorolják. A páciens állapotának súlyossága vagy meghaladhatja vagy nem ezeket a szinteket. Az első szinten a páciens agyának válaszképessége gyengül, a normális reflexei elvesznek, nem reagál fájdalomingerekre és nem hall. A Rancho Los Amigos Scale egy komplex besorolás, amelyben nyolc különböző szint van, és gyakran használják a kóma első néhány hetének vagy hónapjának idején, amíg a páciens szorosabb megfigyelés alatt áll, és amikor a súlyossági fokozatok váltakozása elég gyakori.

## Előjelzés/Prognózis
A kórkép kimenetele a gyógyulástól a halálig terjed. A kómás állapot több naptól több hétig tarthat. Súlyosabb esetekben a kóma öt hétnél tovább tarthat, és néhány esetben több éves időtartam is előfordult. Ez időszak után a páciensek egy része fokozatosan kilábal a kómából, másik részük vegetatív állapotba kerül, míg mások meghalnak. Néhány páciens a vegetatív állapotból visszanyeri az éberség bizonyos fokát. Mások vegetatív állapotban maradhatnak évekre, vagy akár évtizedekre (a leghosszabb megfigyelt állapot 37 év volt).
A betegek olyan fizikális, intellektuális és pszichológiai nehézségeken keresztül jöhetnek ki a kómából, amelyek speciális figyelmet igényelnek. A gyógyulás rendszerint fokozatosan következik be – a páciensek mind jobban és jobban képesekké válnak a reagálásra. A páciensek egy része soha nem lép túl a legalapvetőbb reagálásokon, míg sokan visszanyerik a teljes éberségüket. Az öntudat visszanyerése a kómás állapotból nem pillanatszerű: az első napokban a páciens csak néhány percre ébred fel, majd az ébrenléti állapot hossza fokozatosan növekszik. Ez egyáltalán nem felel meg sok filmbeli ábrázolásnak, amikor a kómából felébredő egyének azonnal képesek folytatni normális életmódjukat. A valóságban a kómából ébredő páciensek többnyire súlyosan zavart állapotban vannak, nincsenek tisztában a helyzetükkel, esetenként beszédzavarral és sok egyéb képesség hiányával küzdenek.
A gyógyulás megjósolt esélyei igen változóak az idegrendszeri károsodás mértékének mérésére használt módszerek különbözőségei miatt. Minden előrejelzés azon statisztikai adatokon alapul, amelyek a gyógyulás esélyeinek valószínűségére vonatkoznak, amiből következően a rossz gyógyulási esélyűnek tartott páciensek is felébredhetnek még. A legjobb általános előrejelző a kómában töltött időtartam: négy hónap – agysérülés miatti – kómás állapot után a részleges gyógyulás esélye kevesebb mint 15%, a teljes gyógyulás esélye pedig minimális.
A vegetatív állapotban lévő betegek leggyakoribb haláloka a másodlagos fertőzés, mint pl. a tüdőgyulladás (pneumonia), ami a hosszú ideig fekvésre kényszerülő egyéneknél szokott fellépni.
Esetenként a betegek hosszú időtartamok után is kijöhetnek a kómából. 19 év minimális tudatszinten töltött állapot után Terry Wallis spontán beszélni kezdett, és visszanyerte a környezettel való tudatos kapcsolatát. Hasonló módon egy lengyel vasúti dolgozó 2007-ben 19 éves kómából ébredt fel.
Egy agysérült férfinek, aki hat évig volt kómaszerű állapotban, orvosai 2003-ban vissza tudták állítani a tudatát, mélyen az agyába ültetett elektródákkal. A módszer, amelyet mély agyi ingerlésnek neveznek (angolul: deep brain stimulation, DBS) sikerrel visszaállította egy traumás agysérülést szenvedett 38 éves amerikai férfi kommunikációs, komplex mozgási valamint étkezési képességét. Sérülése után minimális tudati szintre került, ami egy kómához hasonló állapot, de esetenként rövid időre a beteg visszanyeri a környezet felismerésének képességét és öntudatát, míg ezek az időszakok a valódi kómában lévő betegeknél hiányoznak.
A másodpercektől percekig tartó kómás állapotok poszt-traumás amnéziát (PTA), emlékezetkiesést okoznak, amiből a teljes visszaállás órákig vagy napokig tart. Az óráktól napokig tartó kómás állapotot napoktól hetekig tartó poszt-traumás emlékezetkiesés követi, a visszaállás hónapokat vesz igénybe. A hetekig tartó kómás állapot után hónapok vagy évek után visszaálló, hónapokon keresztül tartó poszt-traumás emlékezetkiesés marad vissza.

## Kezelés és gyógyulás

### Orvosi kezelés
A kóma orvosi sürgősségi helyzet, amikor a fő figyelmet a páciens légzésének és keringésének támogatására kell fordítani, ilyen az intubálás a légzéshez és az intravénás folyadék- vagy vérpótlás a keringéshez, valamint egyéb szükséges támogató beavatkozások. Amikor már a páciens stabil, nem közvetlenül életveszélyes állapotba jutott az ellátó orvoscsapat a beteg fizikális állapotának védelmére koncentrálhat. Ez jelenti a tüdőgyulladás és a felfekvéses fekélyek (decubitus) kialakulásának megelőzését és a kiegyensúlyozott táplálást. A tüdőgyulladás (aspirációs pneumónia) amiatt is létrejöhet, hogy a beteg – a hiányzó szájpadreflex miatt – nem tud rendesen nyelni, aminek félrenyelés és a lenyelt anyag belégzése (aspiratio) lehet a következménye. Az anyag származhat a nem megfelelő gondossággal végzett mesterséges táplálás esetén a tápanyagot bejuttató tubusból is. A megfelelő fizioterápia/gyógytorna segít a kóros izomrövidülések (contractura) és az ortopédia deformitások kialakulásának megelőzésében, amelyek akadályoznák azon páciensek gyógyulásának folyamatát, akik egyébként szerencsésen kijöttek a kómás állapotból.
A kómás beteg nyugtalanná válhat, vagy görcsölhet is, ilyenkor különös odafigyelést és gondoskodást igényel, hogy ne tehessen kárt önmagában. Az ilyen egyének nyugalmának biztosítására megfelelő gyógyszerelésre lehet szükség. A nyugtalan pácienseknél fennáll a veszélye annak is, hogy elmozdítják a csöveket és kötéseket, ezért puha textilanyagból készült rögzítő kötéseket tanácsos lehet a csuklójukra tenni. Az ágyak oldalára rögzített védőkorlátokkal pedig megakadályozható, hogy a páciensek az ágyról leessenek.

### A környezet érzelmi reakciói
A kóma a páciens családtagjainál és a beteg elsődleges ellátását végző egészségügyi személyzetnél is igen változatos érzelmi reakciókat vált ki. Ilyenek lehetnek legközönségesebben a kétségbeesés, a düh, a frusztráció és a tények tagadása. A betegről való gondoskodásnak így külön fontos része az, hogy megteremtődjön a baráti kapcsolat a hozzátartozókkal és a pácienstől függő személyekkel, és jó összhangot kell kialakítani a beteget ellátó orvos-egészségügyi csoport tagjaival is.[forrás?]

## Társadalom és kultúra
Dr. Eelco Wijdicks kómás betegek filmes ábrázolásáról végzett kutatásait a Neurológia című folyóiratban 2006 májusában publikálták. Dr. Eelco Wijdicks 30 db – 1970 és 2004 között készült – olyan filmet tanulmányozott át, amelyekben a szereplők tartós kómában lévő betegeket személyesítettek meg, és megállapította, hogy csak két film ábrázolta helyesen a kómás betegek állapotát és a páciens felébredését várók szenvedését: Reversal of Fortune (A szerencse forgandó) és The Dreamlife of Angels (Élet, amiről az angyalok álmodnak). A további 28-at a csodálatos felébredések, a hosszabb távú járulékos következmények figyelmen kívül hagyása, a szükséges kezelések és eszközök hamis ábrázolása, valamint amiatt is kritizálta, hogy ábrázolásuk szerint a kómás betegek izmosak és napbarnítottak maradtak.

## Fordítás
Ez a szócikk részben vagy egészben  a   Coma című angol Wikipédia-szócikk ezen változatának fordításán alapul.  Az eredeti cikk szerkesztőit annak laptörténete sorolja fel. Ez a jelzés csupán a megfogalmazás eredetét és a szerzői jogokat jelzi, nem szolgál a cikkben szereplő információk forrásmegjelöléseként.